# NGC 7068
NGC 7068 је спирална галаксија у сазвежђу Пегаз која се налази на NGC листи објеката дубоког неба.
Деклинација објекта је + 12° 11' 4" а ректасцензија 21h 26m 32,3s. Привидна величина (магнитуда) објекта NGC 7068 износи 14,0 а фотографска магнитуда 14,9. NGC 7068 је још познат и под ознакама MCG 2-54-27, CGCG 426-55, KAZ 520, IRAS 21241+1158, PGC 66765.